# 贝加莫翼龙属
贝加莫翼龙（学名：Bergamodactylus）是种假定生存于晚三叠世（诺利阶早期）今意大利贝加莫省的原始翼龙目。唯一物种是怀氏贝加莫翼龙（Bergamodactylus wildi）。贝加莫翼龙是于2015年根据一件最初鉴定为幼年真双型齿翼龙或卡尼亚翼龙的标本所命名，一些三叠纪翼龙专家认为其鉴别特征不能或不足以区分其与卡尼亚翼龙，故仍保留此标本属于后者的观点。

## 历史

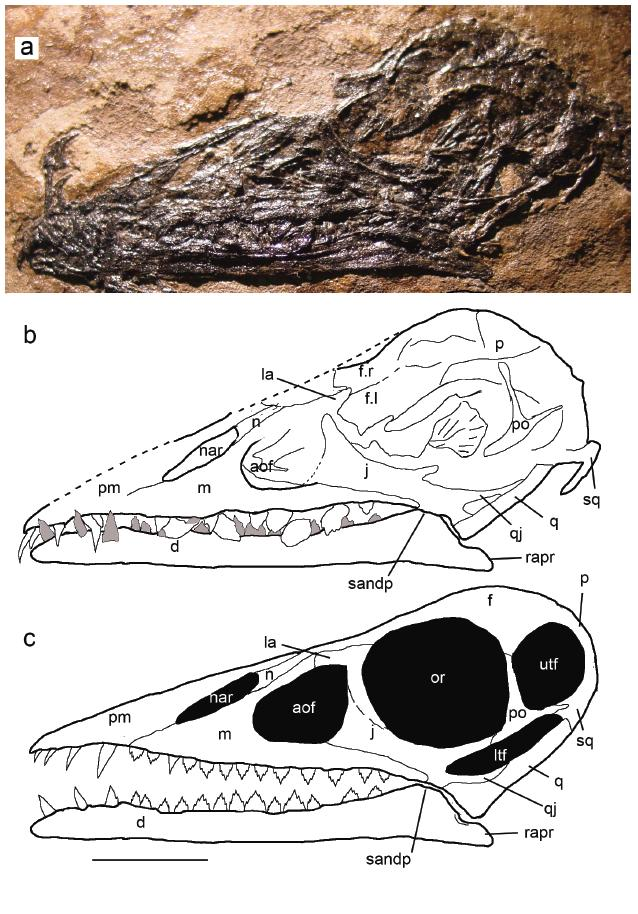
颅骨照片及重建图

1978年，卢珀·怀尔德（Rupert Wild）描述了米兰大学古生物博物馆（Museo di Paleontologia dell´Università di Milano）藏品中一件发现于伦巴第大区切内附近的翼龙标本。他将其称为“米兰标本”并鉴定为幼年兰氏真双型齿翼龙。怀尔德注意到其与后者正模标本存在巨大差异，但仅将其解释为动物年幼的表现。
2009年，法比奥·马克·达拉维奇亚（Fabio Marco Dalla Vecchia）证实了亚历山大·克尔纳（Alexander Kellner）的一个早期结论即根据肩胛骨与乌喙骨融合、上腕骨与合腕骨融合及第一翼指骨上的伸肌突融合等特征，该标本应该至少是一具亚成体。达拉维奇亚将该标本归入罗氏卡尼亚翼龙。
2015年，克尔纳得出结论称米兰标本代表一个与卡尼亚翼龙不同的物种。其在形态特征上存在无法用个体变异解释的差异，体型也远小于同龄个体，且化石时期更为年轻。克尔纳将其命名为独立属种怀氏贝加莫翼龙（Bergamodactylus wildi）。属名组合贝加莫省及希腊语δάκτυλος／daktylos（意为“手指”，是自翼手龙后便常用于翼龙命名的后缀）。种名致敬怀尔德。克尔纳将贝加莫翼龙归入新翼龙类中的曲颌形翼龙超科。
2018年，达拉维奇亚争论称克尔纳对翼龙发育的理解过于简单，而米兰标本的鉴别特征则是模糊不清或无效的，充其量属于个体变异。达拉维奇亚故将该标本重新归入卡尼亚翼龙，使怀氏卡尼亚翼龙成为罗氏卡尼亚翼龙的次异名。

## 描述

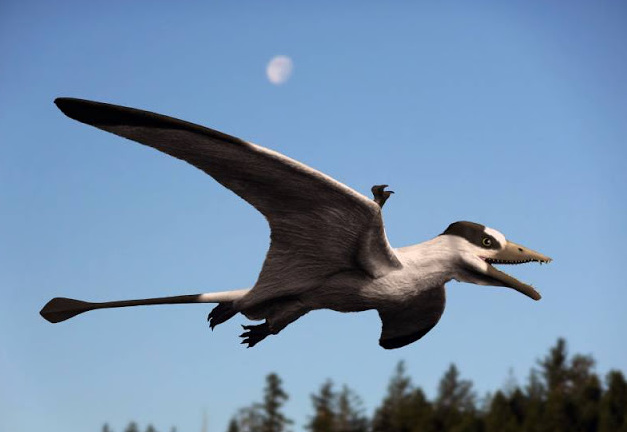
复原图

正模标本MPUM 6009发现于卡尔卡里迪佐尔奇诺组的一层中，地质年龄为诺利阶早期（晚Alaunian亚期）。标本由包括颅骨在内的部分骨骼组成，压缩于单块石板之上。骨骼大部分关节连接，包括下颌骨、部分翅膀、除尾部在内的大部分脊柱及后肢材料。部分骨骼仅以印痕形式保存。
贝加莫翼龙是已知最小的翼龙之一：克尔纳于2015年估计其翼展仅有465（183英寸）。作者亦发表数项鉴定特征。眶后骨细长，有一指向额骨的细枝。前颌骨不接触外鼻孔下缘。第四掌骨很短，长度仅为肱骨的40%、尺骨的30%。股骨也很短，长度仅为尺骨或第一翼指骨的一半。
贝加莫翼龙拥有真双型齿翼龙似的多尖牙齿，但两者数目不同：前者上下颚均有14颗，后者则分别有29颗及28颗。与卡尼亚翼龙的其它差异包括齿列向后延伸得更远、下颌骨更低矮、肱骨上的三角嵴更高及弯曲翼骨的上部更短。贝加莫翼龙翼指的第二指较短，与卡尼亚翼龙相似。